# Roberto Fraile
Roberto Fraile Fernández (Baracaldo, Vizcaya, 1974-Parque nacional de Arli, Región Este, Burkina Faso, 26 de abril de 2021) fue un periodista, reportero y cámara español.

## Biografía
Natural de Baracaldo, vivió y trabajó en varios medios de comunicación de Salamanca. Fue camarógrafo en la televisión de Salamanca desde la década del 1990 y algunos años también estuvo en La 8 de Salamanca. Durante buena parte de su carrera estuvo ligado a Radio Televisión Castilla y León.
Compaginaba estos trabajos con la grabación de conflictos armados. En 2012 resultó herido por una explosión en Alepo, donde estaba grabando a las tropas insurgentes en el contexto de la guerra civil siria y fue operado en un hospital y evacuado a Turquía. Durante los últimos años de su vida hizo documentales en Colombia y Brasil.

## Asesinato
El 27 de abril de 2021, Fraile se encontraba en un convoy militar cerca del parque nacional de Arli (Burkina Faso) junto al periodista y reportero David Beriáin y al conservacionista irlandés Rory Young grabando un documental sobre cómo Burkina Faso estaba luchando contra la caza furtiva cuando, sobre las nueve de la mañana, entraron en un territorio perteneciente a Al Qaeda, concretamente el Grupo de Apoyo al Islam y los Musulmanes, ya que vieron una bandera de la organización, por lo que los terroristas les cortaron el paso y abrieron fuego contra el convoy. Según uno de los soldados burkineses que estaba con los europeos, Fraile, Beriáin y Young se escondieron en el bosque. Sin embargo, posteriormente se informó de que Fraile había sido gravemente herido durante el tiroteo, por lo que Beriáin y Young decidieron quedarse con él en vez de marcharse como les recomendaron los soldados. Tras más de tres horas de tiroteo, fueron capturados por los terroristas y ejecutados. Era padre de dos hijos.